# Towarzystwo im. Hipolita Cegielskiego
Towarzystwo im. Hipolita Cegielskiego – stowarzyszenie powstałe 4 grudnia 1998 w Poznaniu, którego główne cele stanowią: propagowanie pozytywistycznych tradycji pracy organicznej oraz upowszechnianie wiedzy o życiu i dokonaniach Hipolita Cegielskiego. Cele te realizowane są m.in. poprzez przyznawanie corocznej nagrody Złoty Hipolit oraz Medalu Młodego Pozytywisty.

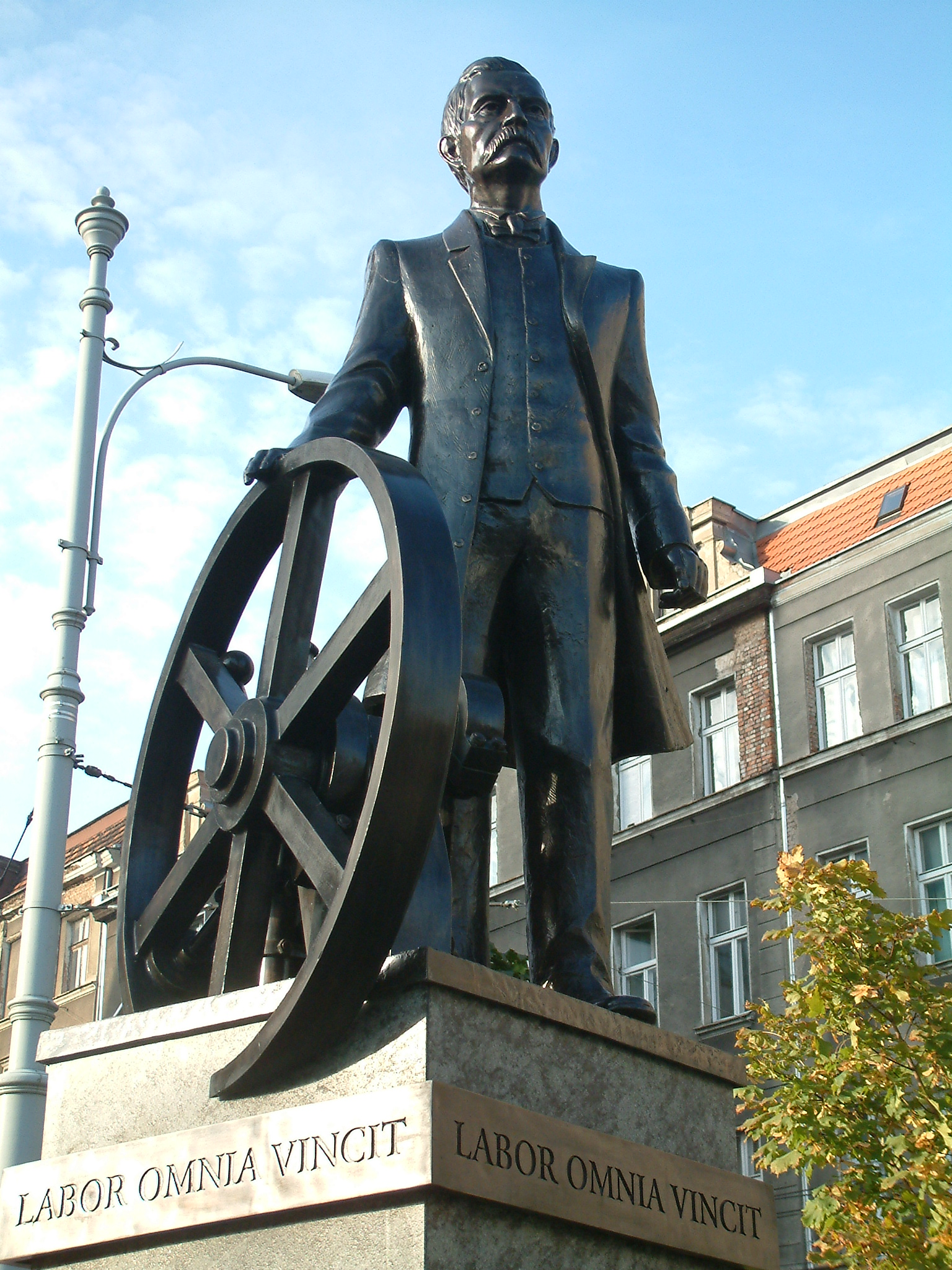
Pomnik Hipolita Cegielskiego w Poznaniu, postawiony z inicjatywy członków towarzystwa

Obecnym prezydentem towarzystwa jest Marian Król, nieprzerwanie od 1999.

## Historia
4 grudnia 1998 w Poznaniu odbyło się zebranie założycielskie.
Stowarzyszenie zostało zarejestrowane w 1999.
Do rejestru stowarzyszeń (KRS) wpisane 19 grudnia 2001.